# 아산 관음사 석탑
아산 관음사 석탑(牙山 觀音寺 石塔)은 대한민국 충청남도 아산시 영인면 아산리, 관음사 사찰 내 대웅전 앞에 자리하고 있는 석탑이다. 1984년 5월 17일 충청남도의 문화재자료 제232호로 지정되었다.

## 개요
관음사 사찰 내 대웅전 앞에 자리하고 있는 석탑으로, 2층 기단(基壇) 위로 3층 탑신(塔身)을 올린 형태이다.
기단부는 탑신부에 비해 상대적으로 많이 파손되어 있으며, 위층 기단 위로 깎아둔 2단의 괴임돌 역시 모서리가 파손된 상태로 남아있다. 탑신부는 몸돌과 지붕돌을 각각 딴돌로 조성하였다. 몸돌은 위로 오를수록 높이가 줄고 있으나 1층 몸돌이 다소 높직한 느낌이다. 몸돌 각 모서리에는 가지런한 기둥 모양의 조각을 두었을 뿐 별다른 장식은 없다. 두꺼워 보이는 지붕돌은 완만한 경사를 이루다가 네 귀퉁이에서 약간 치켜올라 있다. 지붕돌 밑면의 받침은 1·2층이 4단이고 3층은 3단이며, 각 귀퉁이에는 작은 종을 매달았던 구멍이 뚫려 있다. 원래는 5층이었던것으로 보이나 지금은 3층만 남아 있다.
전체적으로 돌을 다듬은 수법으로 보아 고려시대에 세운 것으로 추측된다.

## 참고 문헌
- 관음사석탑 - 국가유산청 국가유산포털